# Internationales Pferderennen Maienfeld Bad Ragaz

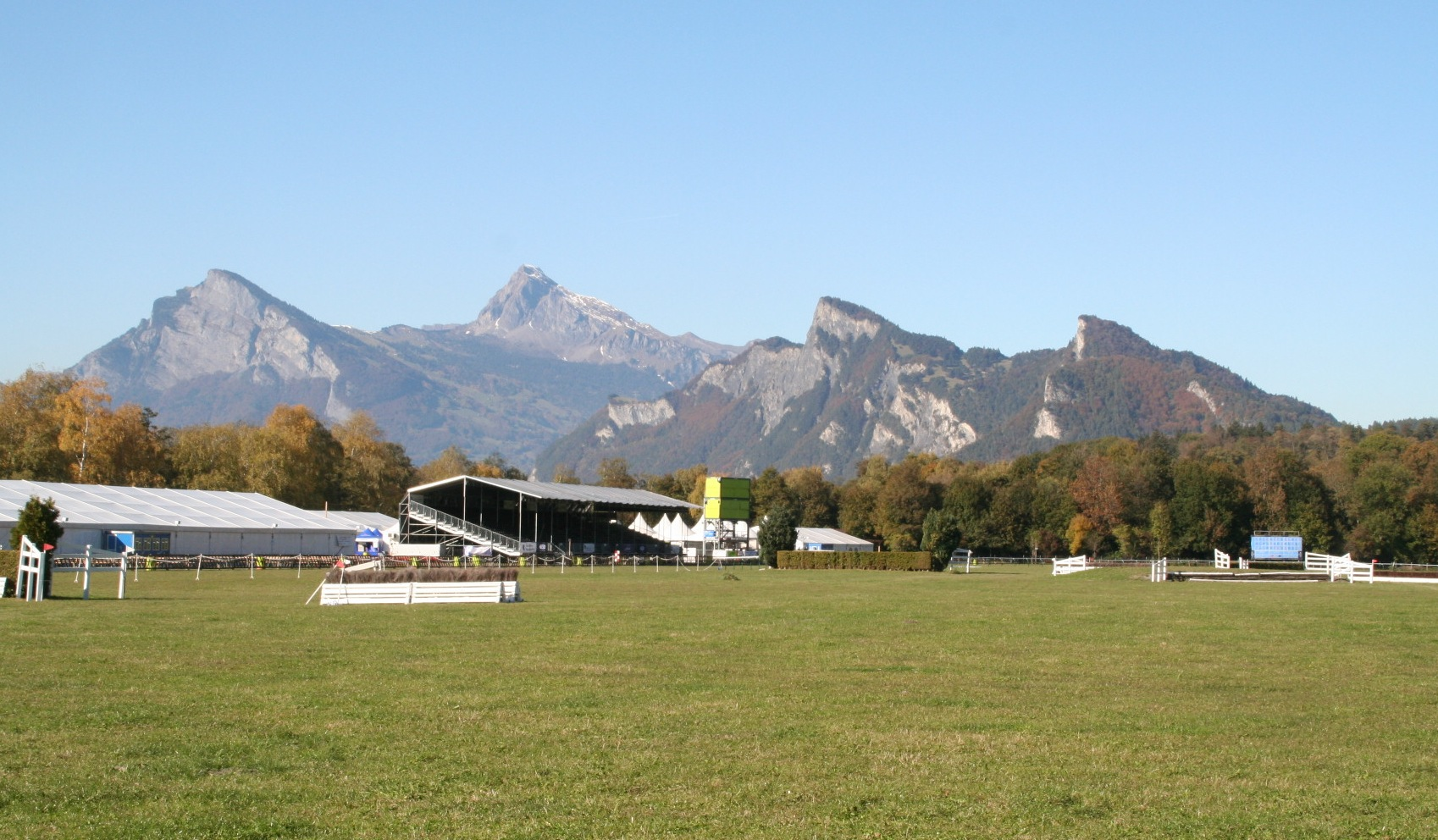
Pferderennbahn mit Tribüne, im Hintergrund Gonzen und Alvier

Das Internationale Pferderennen Maienfeld Bad Ragaz ist eine jährlich im Oktober stattfindende Pferdesportveranstaltung bei Maienfeld in der Bündner Herrschaft. Die Wettkämpfe (im Jahr 2009: 22) finden seit 1956 auf dem Rossriet unterhalb der Nachbargemeinde Jenins statt.
Durchschnittlich 20'000 Zuschauer besuchen jährlich den Anlass, wodurch das Pferderennen zu den grössten Sportveranstaltungen im Kanton Graubünden zählt.
2009 nahmen 200 Rennpferde teil, die Preisgelder belaufen sich auf insgesamt 280'000 sFr.
Organisiert wird die Veranstaltung vom Rennverein Maienfeld / Bad Ragaz.